# Max la Menace (film)
Pour les articles homonymes, voir Max la Menace.
 (novembre 2021).
Si vous disposez d'ouvrages ou d'articles de référence ou si vous connaissez des sites web de qualité traitant du thème abordé ici, merci de compléter l'article en donnant les références utiles à sa vérifiabilité et en les liant à la section « Notes et références ».
Pour plus de détails, voir Fiche technique et Distribution.
Max la Menace (titre original : Get Smart) est un film américain réalisé par Peter Segal, sorti en 2008.
Le scénario du film est adapté de la série télévisée éponyme.

## Synopsis
Maxwell Smart (Steve Carell) travaille comme analyste dans une agence de renseignement ultrasecrète, CONTROL. Rêvant de travailler comme agent de terrain, il voit sa candidature refusée, sous prétexte qu'il fournit un travail administratif trop efficace. Mais lorsque le quartier général de son agence est attaqué, son supérieur n'a d'autre choix que de le promouvoir en lui assignant comme partenaire la charmante mais redoutable Agent 99 (Anne Hathaway). Ensemble, ils vont devoir contrecarrer les projets de l'organisation terroriste KAOS dont le leader, Siegfried (Terence Stamp), prévoit un attentat nucléaire contre les États-Unis.

## Fiche technique
- Titre français : Max la Menace
- Titre original : Get Smart
- Réalisation : Peter Segal

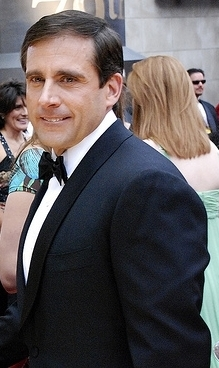
Steve Carell, interprète de Maxwell Smart en 2007

- Scénario : Tom J. Astle et Matt Ember, d'après les personnages de Mel Brooks et Buck Henry
- Musique : Trevor Rabin
- Photographie : Dean Semler
- Montage : Richard Pearson
- Direction artistique : Caroline Alder, Christopher Burian-Mohr, Martin Gendron et James Hegedus
- Décors : Wynn Thomas
- Costumes : Deborah Lynn Scott
- Production : Michael Ewing, Alex Gartner, Andrew Lazar et Charles Roven
  - Coproduction : Alan Glazer
  - Production exécutive : Bruce Berman (en), Steve Carell, Dana Goldberg, Jimmy Miller, Brent O'Connor et Peter Segal
- Sociétés de production : Warner Bros. Pictures, Village Roadshow Pictures, Mosaic Media Group, Mad Chance, Callahan Filmworks, Road Rebel, Atlas Entertainment et WV Films IV
- Société de distribution : Warner Bros. Pictures
- Budget : 80 millions USD (estimation)
- Pays de production :  États-Unis
- Langues originales : anglais et russe
- Genre : comédie, film d'espionnage, film d'action
- Durée : 110 minutes
- Dates de sortie :
  - États-Unis : 20 juin 2008
  - France : 10 septembre 2008

## Distribution
- Steve Carell (VF :  Constantin Pappas ; VQ : François Godin) : Max Smart (VO : Maxwell Smart)
- Anne Hathaway (VF :  Caroline Victoria ; VQ : Geneviève Désilets) : l'agent 99
- Dwayne Johnson (VF : Guillaume Orsat ; VQ : Benoît Rousseau) : l'agent 23
- Alan Arkin (VF : Yves Barsacq ; VQ : Jacques Lavallée) : le chef
- Terence Stamp (VF : Jean-Pierre Leroux ; VQ : Guy Nadon) : Siegfried
- Terry Crews (VF : Bruno Henry ; VQ : Marc-André Bélanger) : l'agent 91
- David Koechner (VF : Jean-François Roubaud ; VQ : François L'Écuyer) : Larabee
- James Caan (VF : Michel Papineschi ; VQ : Hubert Gagnon): le président
- Bill Murray (VF : Richard Darbois ; VQ : Carl Béchard) : l'agent 13
- Patrick Warburton (VQ : Daniel Picard) : Hymie
- Masi Oka (VF : Vincent de Boüard ; VQ : Hugolin Chevrette-Landesque) : Bruce
- Nate Torrence (VF : Fabrice Trojani ; VQ : Olivier Visentin) : Lloyd
- Ken Davitian (VF : Achille Orsoni ; VQ : Marc Bellier) : Shtarker
- David S. Lee (VF : Mathieu Buscatto) : Ladislas Krstic
- The Great Khali : Dalip
- Tim DeKay : l'agent des services secrets
- Bernie Kopell : l'homme qui conduit l'Opel

Légende : Version française (VF) ; Version québécoise (VQ)

## Production

### Développement
- Il s'agit du second film adapté d'après la série originale, après Le Plus Secret des agents secrets (The Nude Bomb), en 1980. Un téléfilm fut aussi réalisé, intitulé Get Smart, Again! et diffusé en 1989.

### Casting

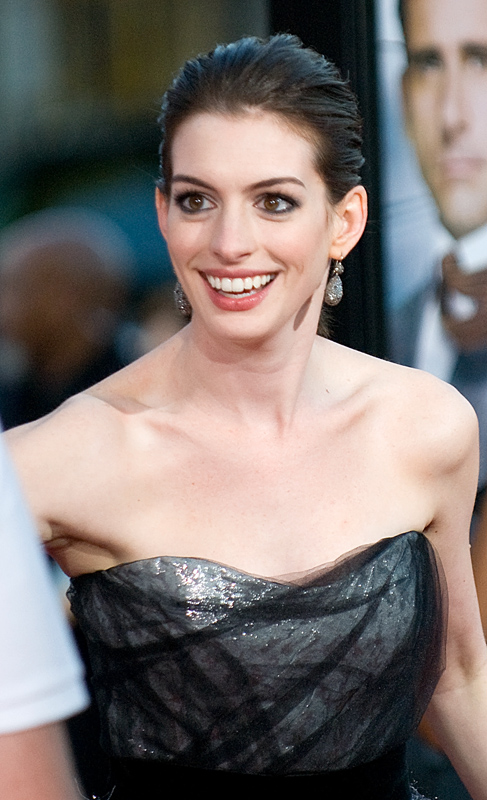
Anne Hathaway à la première du film, en juin 2008.

- Steve Carell retrouve Alan Arkin, deux ans après Little Miss Sunshine. Quant à Arkin, il retrouve James Caan après Les anges gardiens, tourné en 1974.
- Jennifer Love Hewitt et Rachel McAdams furent pressenties pour incarner l'agent 99, avant que le rôle ne soit attribué à Anne Hathaway.
- Pour ce film, Steve Carell a obtenu pour la première fois un rôle - celui de Maxwell Smart - sans passer d'audition.
- James Caan avait joué dans la série originale et fut un bon ami de Don Adams, l'interprète de Maxwell Smart dans la série télévisée.
- Bernie Kopell, le Siegfried de la série, fait un caméo, en incarnant l'homme qui conduit l'Opel dans laquelle Maxwell Smart veut faire un tour.
- Deuxième rôle au cinéma du catcheur Dalip Singh (connu en tant que lutteur sous le nom de The Great Khali), qui a débuté dans un autre film réalisé par Peter Segal : Mi-temps au mitard.

### Tournage
- Le film fut tourné du 21 mars au 25 juin 2007 en Russie, au Canada et aux États-Unis. Pendant le tournage, Anne Hathaway s'est blessée au niveau du tibia et a dû recevoir 15 points de suture.

## Accueil

### Box-office
Max la Menace est à ce jour le plus grand succès commercial personnel de Steve Carell comme acteur principal[réf. nécessaire] avec 230 685 453 dollars de recettes mondiales.
| Pays                  | Box-office          | Nbre de sem. | Source |
| Box-office États-Unis | 130 319 208 dollars | ? sem.       |        |
| Box-office France     | 415 099 entrées     | 5 sem.       |        |
| Box-office Mondial    | 230 519 208 dollars | ? sem.       |        |

### Spin-off
- Un film qui se concentre sur les personnages de Bruce (Masi Oka) et Lloyd (Nate Torrence) est sorti deux semaines après Max la Menace : il s'agit de Max la Menace : Bruce et Lloyd se déchaînent. D'autres personnages du film dont il est dérivé y apparaissent à nouveau : Judy (Kelly Karbacz), Hymie (Patrick Warburton), Agent 91 (Terry Crews) et Agent 99 (Anne Hathaway).